# Światowe Dni Młodzieży 2011

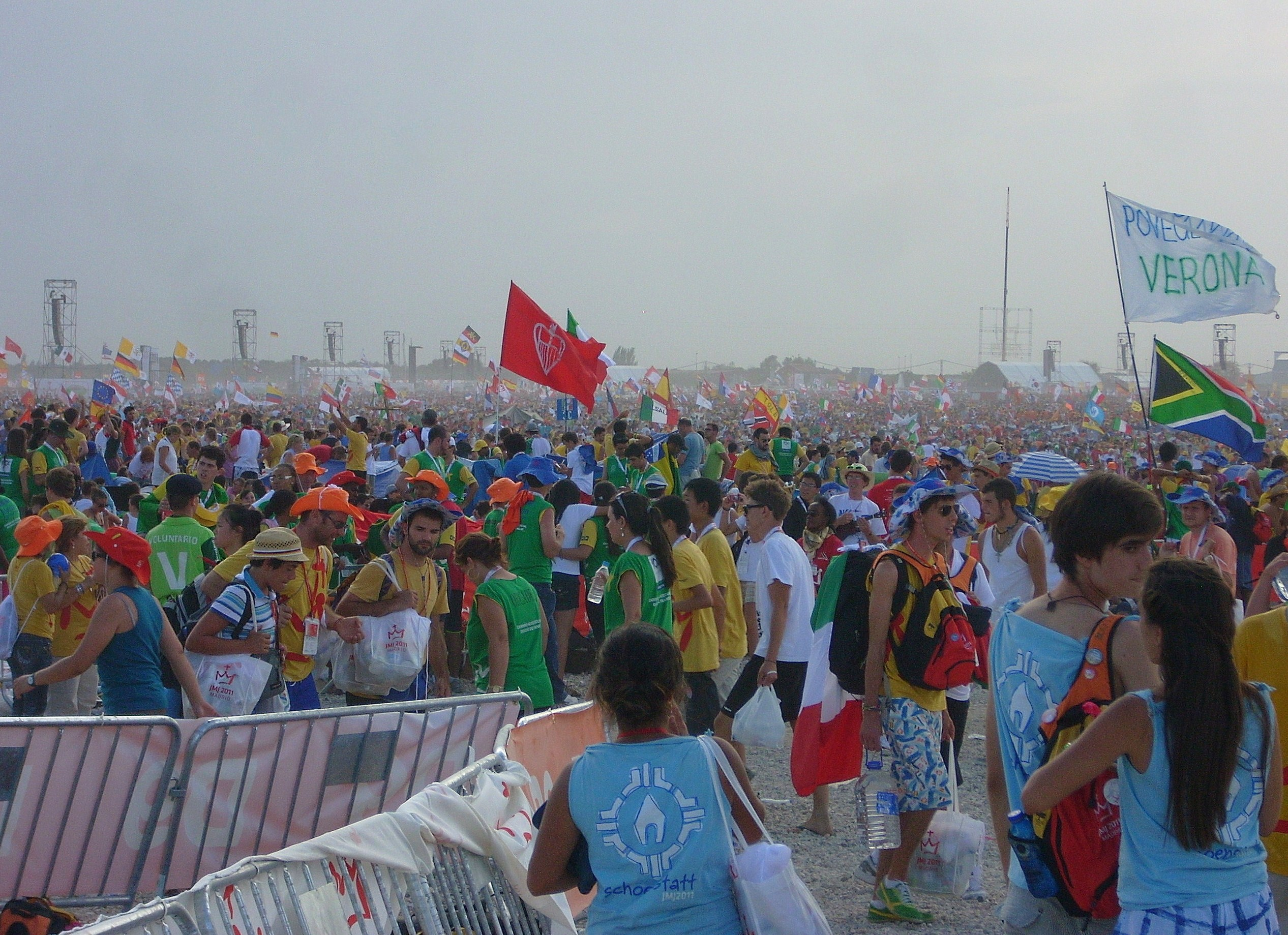
Uczestnicy Światowych Dni Młodzieży na lotnisku Cuatro Vientos, 20 sierpnia 2011

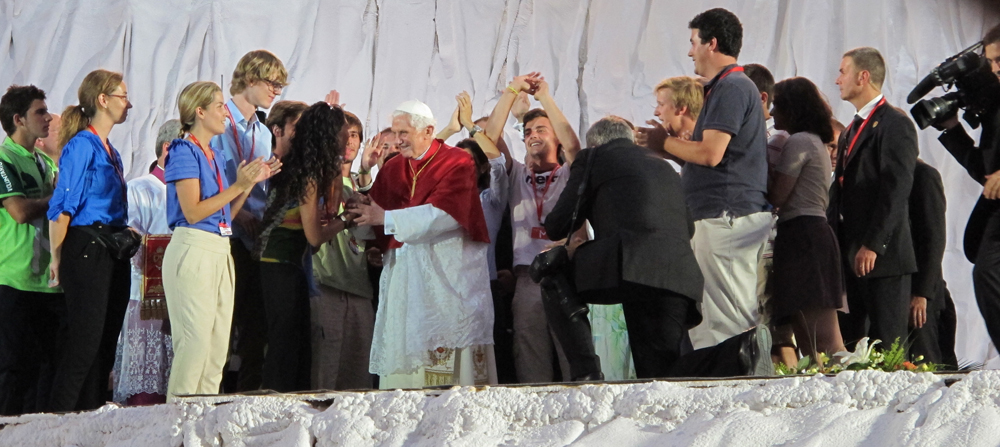
Papież wśród uczestników ŚDM podczas wieczornego czuwania modlitewnego, 20 sierpnia 2011

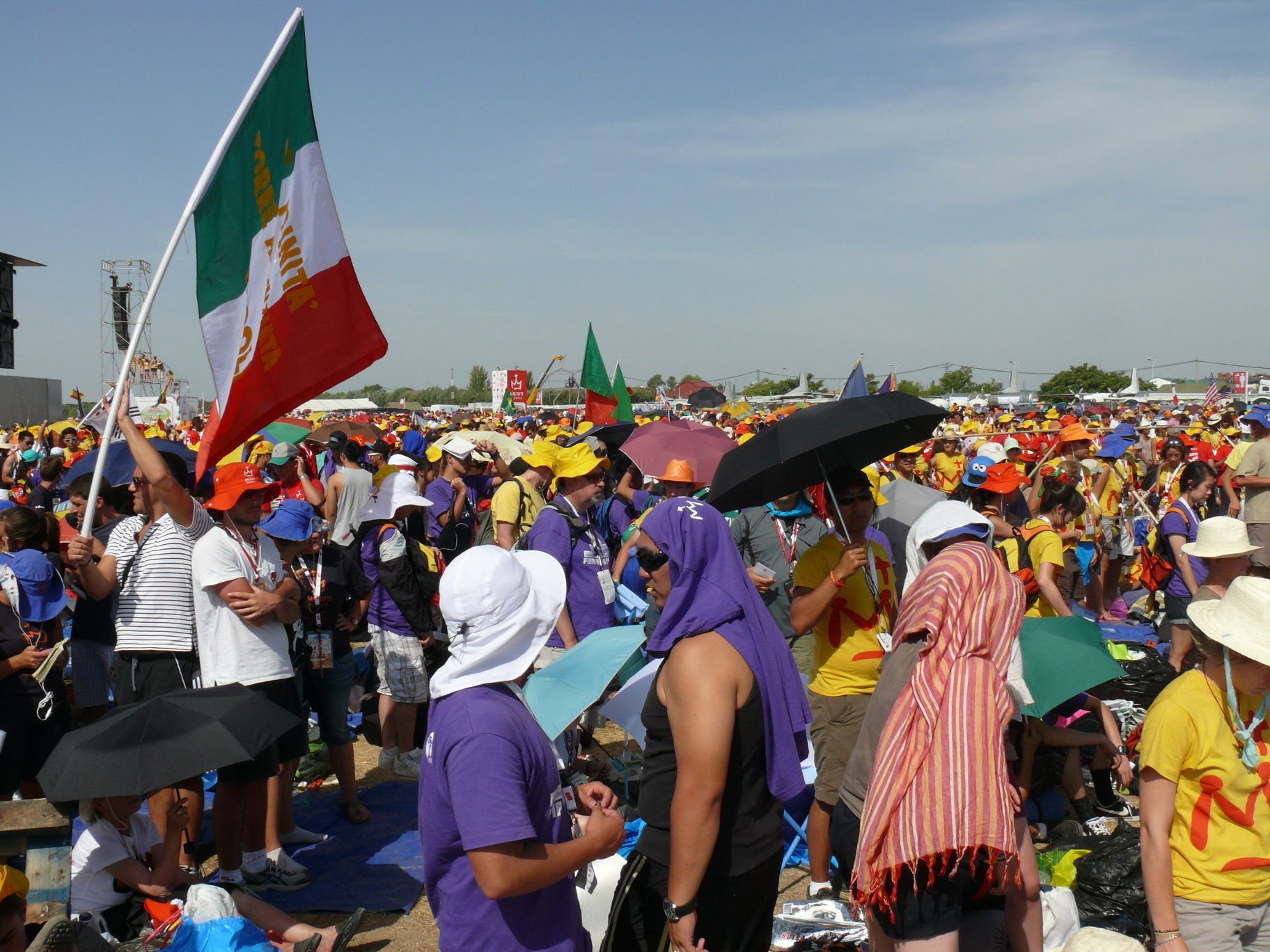
Uczestnicy Światowych Dni Młodzieży 2011 po Mszy świętej na lotnisku Cuatro Vientos, 21 sierpnia 2011

26. Światowe Dni Młodzieży 2011 – spotkanie młodych katolików z całego świata z papieżem, które odbyło się w Madrycie w dniach 16–21 sierpnia 2011. ŚDM 2011 było celem trzeciej podróży apostolskiej papieża Benedykta XVI do Hiszpanii. 
Były to drugie Światowe Dni Młodzieży w Hiszpanii. Światowe Dni Młodzieży 1989 odbyły się w Santiago de Compostela.

## Hasło i patroni
Hasłem spotkania był cytat:

Zakorzenieni i zbudowani na Chrystusie, mocni w wierze (por. Kol 2, 7)

Patronami dni byli:
- Rafał Arnáiz Barón,
- Franciszek Ksawery,
- Izydor Oracz,
- Maria Toribia,
- Teresa z Ávili,
- Ignacy Loyola,
- Jan z Ávili,
- Róża z Limy,
- Jan od Krzyża,
- Jan Paweł II[4]

## Program[5]

### 16–17 sierpnia2011
- 8:00 – msza otwierająca Światowe Dni Młodzieży
- Katechezy biskupów
- Program kulturalny

### 18 sierpnia2011
- 12.00 – przylot ma międzynarodowe lotnisko Barajas w Madrycie, ceremonia powitania
- 19.15 – ceremonia powitania papieża na Plaza de la Independencia, papież z młodymi przekroczył Puerta de Alcalá
- 19.30 – spotkanie z młodymi na Plaza de Cibeles

### 19 sierpnia2011
- 10.00 – wizyta kurtuazyjna i spotkanie z hiszpańską parą królewską w Palazzo de la Zarzuela
- 11.30 – spotkanie z młodymi zakonnicami w Patio de los Reyes de El Escorial
- 12.00 – spotkanie z młodymi profesorami uniwersytetów w Basilica di San Lorenzo de El Escorial
- 13.45 – obiad z młodymi w salonie ambasadorskim nuncjatury apostolskiej
- 17.30 – spotkanie z premierem hiszpańskiego rządu w nuncjaturze apostolskiej
- 19.30 – nabożeństwo drogi krzyżowej na Plaza de Cibeles w Madrycie

### 20 sierpnia2011
- 10.00 – msza dla seminarzystów w Katedrze Santa María la Real de la Almudena w Madrycie
- 12.45 – obiad z hiszpańskimi kardynałami, biskupami prowincji Madrytu, biskupami pomocniczymi Madrytu i orszakiem papieskim w rezydencji arcybiskupów Madrytu
- 17.00 – spotkanie z komitetem organizacyjnym XXVI ŚDM w nuncjaturze apostolskiej
- 19.40 – wizyta i spotkanie z niepełnosprawnymi w Fundacion Instituto San Jose w Madrycie
- 20.30 – czuwanie modlitewne z młodzieżą na lotnisku Cuatro Vientos w Madrycie

Z powodu ulewy 20 sierpnia zawaliło się kilka namiotów, w wyniku czego rannych zostało 7 osób.

### 21 sierpnia2011
- 9.30 – msza z okazji XXVI Światowego Dnia Młodzieży na lotnisku Cuatro Vientos. Homilia papieża. Modlitwa Anioł Pański i pozdrowienie Benedykta XVI.
- 12.45 – obiad z hiszpańskimi kardynałami i orszakiem papieskim w nuncjaturze apostolskiej.
- 17.00 – pożegnanie w nuncjaturze apostolskiej.
- 17.30 – spotkanie z wolontariuszami XXVI ŚDM w Centrum Targowym IFEMA. Przemówienie papieża.
- 18.30 – ceremonia pożegnania na międzynarodowym lotnisku Barajas w Madrycie. Przemówienie papieża.
- 19.00 – odlot samolotu do Rzymu.

## Papież do młodych
Przemówienie papieża do młodych podczas wieczornego czuwania, 20 sierpnia 2011: 

Jeśli pozostaniecie w miłości Chrystusowej, zakorzenieni w wierze, napotkacie – nawet wśród sprzeczności i cierpień – źródło wesela i radości. Wiara nie przeciwstawia się waszym najwyższym ideałom, ale przeciwnie, uwzniośla je i doskonali. Drodzy młodzi, nie dostosowujcie się do czegoś, co jest mniejsze od Prawdy i Miłości, nie dostosowujcie się do kogoś, kto jest mniejszy od Chrystusa.
Właśnie dzisiaj, gdy panująca obecnie kultura relatywistyczna odrzuca i gardzi poszukiwaniem prawdy, która jest najwyższym dążeniem ducha ludzkiego, musimy zaproponować z odwagą i pokorą powszechną wartość Chrystusa jako zbawiciela wszystkich ludzi i źródło nadziei dla naszego życia. On, który wziął na siebie nasze udręki, zna dobrze tajemnicę bólu ludzkiego i ukazuje swoją pełną miłości obecność we wszystkich cierpiących. Oni zaś ze swej strony, zjednoczeni z męką Chrystusa, uczestniczą znacznie bliżej w Jego dziele odkupienia. Ponadto nasza bezinteresowna uwaga poświęcona chorym i potrzebującym będzie zawsze pokornym i milczącym świadectwem o pełnym współczucia obliczu Boga .

Homilia Benedykta XVI podczas Mszy św. kończącej Światowe Dni Młodzieży, 21 sierpnia 2011. : 

Proszę was, drodzy przyjaciele, abyście kochali Kościół, który zrodził was do wiary, który wam dopomógł w lepszym poznaniu Chrystusa, który pozwolił wam odkryć piękno Jego miłości
.

Nie zatrzymujcie więc Chrystusa dla siebie! Przekazujcie innym radość waszej wiary! Świat potrzebuje świadectwa waszej wiary, z pewnością potrzebuje Boga”.

Drodzy młodzi, także dziś Chrystus zwraca się do was z tym samym pytaniem, jakie zadał Apostołom: „A wy, za kogo Mnie uważacie?”. Odpowiedzcie Mu wielkodusznie i śmiało, jak wypada sercom młodym, takie jak wasze. Powiedzcie Mu: Jezu, wiem, że jesteś Synem Bożym, który dał swoje życie za mnie. Chcę iść za Tobą wiernie i dać się kierować Twoim słowem. Znasz i miłujesz mnie. Ufam Tobie i całe moje życie składam w Twoje ręce. Chcę, żebyś był siłą, która mnie podtrzymuje, radością, która mnie nigdy nie opuszcza.
Odpowiadając na wyznanie Piotra, Jezus mówi o Kościele: „A Ja ci powiadam, ty jesteś Piotr [czyli Skała], i na tej Skale zbuduję Kościół mój”. Co to oznacza? Jezus buduje Kościół na skale wiary Piotra, który wyznaje boskość Chrystusa

## Protesty i kontrowersje wokół finansowania
17 sierpnia odbyła się w Madrycie demonstracja przeciwko finansowaniu Światowego Dnia Młodzieży z funduszy publicznych oraz za świeckim państwem hiszpańskim. Niektórzy protestujący zachowywali się agresywnie wobec policjantów i pielgrzymów. Demonstranci starli się z oddziałami policji wyposażonymi w pałki policyjne. Ośmioro ludzi zostało aresztowanych, a jedenastu odniosło obrażenia. Doszło do starć pomiędzy pielgrzymami a przeciwnikami ŚDM. Na skutek protestów przeciw wizycie papieża i związku państwa z Kościołem pojawiły się oskarżenia o brutalność policji.
50 mln euro, które kosztowała organizacja Światowych Dni Młodzieży, pokryli sami uczestnicy oraz sponsorzy. Miasto poniosło wydatki z tytułu zapewnienia bezpieczeństwa i transportu. Madryckie hotele, restauracje i sektor transportu na skutek ŚDM 2011 zyskały 160 mln euro.